# Сабласна рикша и друге приче
Сабласна рикша и друге приче, позната и као Сабласна рикша и друге језиве приче, је збирка кратких прича Радјарда Киплига, први пут објављена 1888.

## Сабласна рикша
После афере са гђом. Агнес Кејт-Весингтон у Симли, наратор, Џек се вери са госпођицом Кити Манеринг. Ипак гђа. Весингтон се стално изнова појављује у Џековом животу, молећи га да размисли, инсистирајући да је све била само грешка. Али Џек не жели ништа са њом и наставља да је презире. На крају гђа. Весингтон умире, на Џеково олакшање. Међутим, након неког времена види њену стару рикшу и претпоставља да ју је неко купио. Тада, на његово запрепашћење, рикша и људи који је вуку пролазе кроз коња, откривајући да су сабласти, носећи духа гђе. Весингтон. Ово доводи Џека до све чуднијег понашања које он покушава да прикрије смишљањем све сложенијих лажи како би ублажио Китине сумње. На крају га др Хедерлег прими, претпостављајући да су визије резултат болести или лудила. Упркос њиховим напорима, Кити и њена породица постају све сумњичавији и на крају отказују веридбу. Џек губи наду и почиње да бесциљно лута градом, праћен духом гђе. Весингтон.

## Моја сопствена истинита прича о духовима
Наратор, док је боравио у дак-бунгалову у Катмалу, Индија, чује некога у суседној соби како игра билијар. Претпоставља да се ради о групи која је управо стигла. Следећег јутра он се жали, само да би сазнао да у дак-бунгалову претходне ноћи није било кулија. Власник му тада каже да је то пре десет година била сала за билијар. Инжењер који је волео билијарску салу умро је негде далеко од ње и сумњали су да његов дух повремено долази да је посети.

## Чудна вожња Мороуби Џукса
Једне вечери Мороуби Џукс, Енглез, осећа се помало грозничаво, а лавеж паса испред његовог шатора га узнемирава. Зато узјаше коња да их растера. Коњ јури и они на крају падају у пешчану јаругу на ивици реке. Следећег јутра пробуди се и нађе се у селу живих мртваца, где су затворени људи који су изгледа умрли од, на пример, колере, али који су оживели када су њихова тела требало да буду спаљена. Брзо сазнаје да је немогуће изаћи због пешчане падине. А река је двоструко подмукла са живим песком и човека са пушком који ће покушати да их покупи. Тамо препознаје једног човека, брамана по имену Гунга Дас. Гунга је постао немилосрдан, али храни Џукса мртвом враном. На крају је Џукс открио да је још један Енглез био тамо и умро. На његовом лешу Џукс налази белешку која објашњава како да безбедно прође кроз живи песак. Након што Џукс то објасни Гунги, Гунга признаје да је убио Енглеза из страха да ће бити остављен. Они планирају бекство за то вече, када их човек са пушком неће моћи видети у мраку. Када дође време за бекство, Гунга онесвести Џукса и побегне сам. Када се Џукс пробуди, проналази га дечак који је чувао своје псе и помаже му да побегне помоћу ужета.

## Човек који је хтео да буде краљ
Наратор, новинар, на путовању упознаје два живописна лика, Данијела Дравота и Пичи Карнахана. Касније га они траже у његовој штампарији у Лахору да погледају књиге и карте о Кафиристану. Он постаје сведок њиховог завета да постану краљеви Кафиристана, подухват који он сматра непромишљеним. Две године касније, Карнахан се враћа и обавештава наратора да су он и Дравот заиста стигли у Кафиристан. Док су били тамо, на њих се гледало као на богове и на крају је Дравот постао краљ. Двојица мушкараца су Кафиристанце подучавали војној тактици и употреби пушака. На крају, Дравот је одлучио да за жену узме Кафиристанку, али га је она угризла. Када су га видели како крвари, свештеници су схватили да он није бог и Кафиристанци су одмах покушали да убију и Дравота и Карнахана. Један поглавица клана, кога су звали "Били Риба", помогао им је да побегну, али су на крају ухваћени и Дравот је бачен са моста од ужета у клисуру. Кафиристанци су разапели Карнахана, али су га следећег јутра пустили док је још био жив, и он се полако вратио у Лахор током следеће године. Наратор смешта Пичија у азил, где он убрзо након тога умире. Дравотова одсечена глава и златна круна, коју је Карнахан носио са собом када је посетио наратора, нису нађени међу његовим стварима.